# Shoemaker-Levy 9
D/1993 F2 (Shoemaker-Levy)
Pour les articles homonymes, voir Comète Shoemaker-Levy, Shoemaker et Lévy.
Shoemaker-Levy 9, officiellement désignée D/1993 F2 (Shoemaker-Levy) et parfois abrégée en SL9, est une comète qui s'est disloquée lors de son approche de la planète Jupiter puis est entrée en collision avec elle entre le 16 et le 22 juillet 1994. Elle a fourni la première observation directe d'une collision, hors de la Terre, entre deux objets du système solaire. Celle-ci a généré une grande couverture médiatique et la comète a été observée de près par des astronomes du monde entier. La collision a apporté de nouvelles informations à propos de Jupiter et a souligné son rôle dans la réduction des débris spatiaux au sein du système solaire.
La comète a été découverte par les astronomes américains Carolyn et Eugene Shoemaker, le Québécois David Levy et le Français Philippe Bendjoya ; c'est la neuvième comète découverte par la collaboration entre les Shoemaker et David Levy. La comète est repérée dans la nuit du 24 mars 1993, sur une photographie prise avec le télescope de Schmidt de 40 centimètres de l'Observatoire du Mont Palomar, en Californie. Elle est la première comète observée en orbite autour d'une planète et elle avait probablement déjà été capturée par la planète entre vingt et trente ans plus tôt.
Les calculs ont montré que la forme fragmentée inhabituelle de la comète est liée à un précédent passage à proximité de Jupiter en juillet 1992. À cette période, l'orbite de la comète Shoemaker-Levy 9 croise la limite de Roche de Jupiter et les forces de marée de Jupiter agissent pour séparer la comète en différents morceaux. Par la suite, elle est observée comme une série de fragments allant jusqu'à deux kilomètres de diamètre. Ces fragments entrent en collision avec l'hémisphère sud de Jupiter entre le 16 et le 22 juillet 1994 à une vitesse d'environ soixante kilomètres par seconde. Lors de cet événement, les importantes « cicatrices » que laissent les impacts des fragments sont plus visibles que la célèbre Grande Tache rouge et persistent pendant plusieurs mois.

## Découverte
Les astronomes Carolyn S. Shoemaker, Eugene M. Shoemaker, David H. Levy et Philippe Bendjoya (un jeune étudiant français) découvrent la comète Shoemaker-Levy 9 dans la nuit du 24 mars 1993 alors qu'ils mènent un programme d'observations visant à découvrir des objets proches de la Terre. La comète apparaît sur une photographie prise avec le télescope de Schmidt de 0,4 m de l'Observatoire du Mont Palomar en Californie. La comète est donc une découverte fortuite mais qui éclipse rapidement les résultats de leur principal programme d'observations.
La comète Shoemaker-Levy 9 est la neuvième comète périodique (la période orbitale est de 200 ans ou moins) découverte par les Shoemaker et Levy, d'où son nom. Elle est leur onzième découverte de comète avec celles de deux comètes non périodiques qui utilisent une nomenclature différente. La découverte est annoncée dans la circulaire de l'UAI 5725 le 27 mars 1993,.
La toute première image de la comète Shoemaker-Levy 9 indique déjà qu'elle est inhabituelle car elle semble montrer plusieurs noyaux dans une région allongée d'environ 50 secondes d'arc de long et 10 secondes d'arc de large. Brian Marsden du Bureau central de l'IAU écrit à cette période que la comète se trouve seulement à 4 degrés de Jupiter vu de la Terre et que tout cela pourrait évidemment être l'effet direct d'une ligne de vision, son mouvement propre ayant suggéré qu'il était physiquement proche de la planète géante. Pour cette raison, il émet l'hypothèse que le déplacement de la comète est altéré par la gravité de Jupiter.
Une découverte indépendante a été rapportée par Orlando Naranjo, qui a trouvé la comète sur une photographie prise le 26 mars. Eleanor Francis Helin et Mats Lindgren avaient photographié la comète au cours de deux nuits avant l'équipe Shoemaker-Levy, mais ne réalisèrent pas que la comète se trouvait dans leurs observations.

## Comète qui orbite autour de Jupiter
Les études orbitales de la nouvelle comète révèlent qu'elle est en orbite autour de Jupiter plutôt que du Soleil contrairement à toutes les autres comètes connues à cette période. Son orbite est très faiblement liée à Jupiter avec une période d'environ deux ans et avec une distance la plus éloignée de Jupiter de 0,33 unité astronomique. Son orbite elliptique autour de la planète est fortement excentrique (e = 0,9986).
Le calcul du mouvement orbital de la comète révèle qu'elle est en orbite autour de Jupiter depuis un certain temps. Elle a été très probablement capturée à partir d'une orbite solaire dans le début des années 1970 bien que la capture puisse avoir eu lieu dès le milieu des années 1960,. D'autres observateurs ont trouvé des images de la comète avant celle présentée le 24 mars, notamment Kin Endate sur une photographie exposée le 15 mars, Satoru Ōtomo le 17 mars ainsi qu'une équipe dirigée par Eleanor Helin à partir d'images datant du 19 mars. Aucune image précédant le mois de mars 1993 n'a été trouvée. Avant que la comète ne soit capturée par Jupiter, elle était probablement une comète de courte période avec un aphélie juste à l'intérieur de l'orbite de Jupiter et un périhélie à l'intérieur de la ceinture d'astéroïdes.
Le volume de l'espace dans lequel un objet est considéré en orbite autour de Jupiter est défini par la sphère de Hill (ou sphère de Roche) de Jupiter, d'un rayon de 50,6 millions de kilomètres (0,338 ua). Lorsque la comète passe à proximité de Jupiter à la fin des années 1960 ou au début des années 1970, elle se trouve près de son aphélie et se situe alors légèrement dans la sphère de Hill de Jupiter. La grande gravité de Jupiter entraîne la comète vers la planète. En raison du très faible déplacement de la comète par rapport à Jupiter, elle se dirige presque directement vers la planète, ce qui explique pourquoi elle se déplace sur une orbite de forte excentricité (l'ellipse est donc presque aplatie).
La comète est apparemment passée très près de Jupiter le 7 juillet 1992, à un peu plus de 40 000 km du sommet des nuages de la planète - distance plus faible que le rayon de Jupiter qui est d'environ 70 000 km et dans l'orbite de Métis, la lune la plus proche de Jupiter ainsi que de la limite de Roche de la planète, à l'intérieur de laquelle les forces de marée sont assez fortes pour désorganiser ou rompre la comète, seulement maintenue par la gravité. Bien que la comète se soit approchée de Jupiter par le passé, la rencontre du 7 juillet semble être de loin la plus proche et la fragmentation de la comète se produit probablement à ce moment. Chaque fragment de la comète est désigné par une lettre de l'alphabet du fragment A au fragment W, méthode déjà utilisée précédemment pour des comètes morcelées.
Une caractéristique intéressante pour les astronomes spécialistes des planètes est que les meilleures solutions orbitales suggèrent que la comète va passer à 45 000 km du centre de Jupiter, une distance inférieure au rayon de la planète, ce qui signifie qu'il y a une forte probabilité que Shoemaker-Levy 9 entre en collision avec Jupiter au mois de juillet 1994. Les études suggèrent également que la série de fragments doit entrer activement dans l'atmosphère de Jupiter durant une période d'environ cinq jours.

## Prévisions de la collision

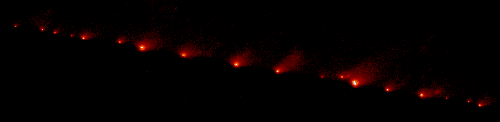
Vingt et un fragments de la comète Shoemaker-Levy 9 au 17 mai 1994 imagés en lumière rouge, étalés sur environ trois distances lunaires.

La découverte d'une comète susceptible d'entrer en collision avec Jupiter suscite une grande agitation au sein de la communauté astronomique et au-delà, puisque les astronomes n'ont jamais vu jusque-là deux importants corps du Système solaire entrer en collision. De nombreuses études de la comète sont entreprises et alors que son orbite se précise, la possibilité d'une collision devient une certitude. La collision doit être une occasion unique pour les scientifiques d'observer l'intérieur de l'atmosphère de Jupiter puisque les collisions sont censées provoquer des éruptions de matière à partir de couches atmosphériques qui sont habituellement cachées par les nuages.
Les astronomes estiment que les fragments visibles de la comète varient de quelques centaines de mètres à quelques kilomètres de diamètre, ce qui suggère que la comète à son origine pouvait avoir un noyau de plus de 5 km d'un côté à l'autre, en comparaison elle est un peu plus grande que la comète Hyakutake, devenue très brillante lorsqu'elle passe près de la Terre en 1996. L'un des débats qui précèdent la collision est de savoir si les effets de l'impact de ces petits corps seront visibles depuis la Terre, à part un flash lorsqu'ils se désintègrent tels des météores géants. Certains suggèrent que les effets des impacts vont se traduire par des ondes sismiques se propageant à travers la planète, par une augmentation de la brume stratosphérique sur la planète en raison de la poussière dégagée lors de l'impact et une augmentation de la masse des anneaux de Jupiter. Mais étant donné que l'observation d'une telle collision est jusque-là sans précédent, les astronomes sont prudents dans leurs prévisions en ce qui concerne les effets lors de cet évènement.

## Impacts

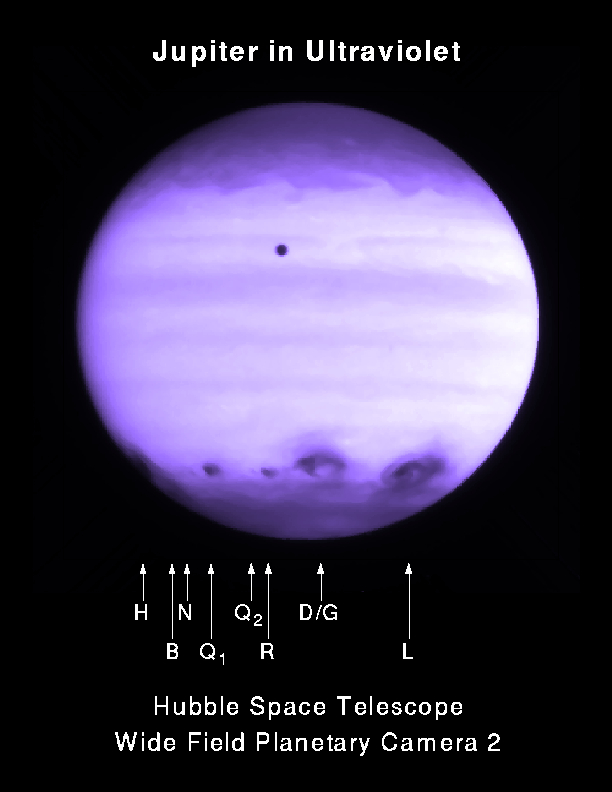
Jupiter photographié dans l'ultraviolet environ 2,5 heures après la création du dernier impact visible sur cette image, à partir d'un fragment de Shoemaker-Levy 9 nommé Robyn. Le point noir sur la partie haute est une lune qui transite devant la planète.

L'impatience croît à l'approche de la date prévue pour les collisions et les astronomes ont préparé leurs télescopes terrestres en vue des observations de Jupiter. Plusieurs observatoires spatiaux en font de même, avec notamment le télescope spatial Hubble, le satellite allemand Rosat pour des observations en rayons X et surtout la sonde spatiale Galileo, alors en route pour un rendez-vous avec Jupiter prévu pour 1995. Les impacts ont lieu sur le côté de Jupiter, une face qui n'est pas visible depuis la Terre mais que la sonde Galileo située à une distance de 1,6 UA de la planète est en mesure de voir. De plus la rotation rapide de Jupiter (un peu moins de 10 heures) permet de montrer les sites d'impacts aux observateurs terrestres seulement quelques minutes après la collision.
Deux autres satellites font également des observations au moment de l'impact : la sonde spatiale Ulysse, conçue à l'origine pour les observations solaires est orientée vers Jupiter à partir de son emplacement distant de 2,6 UA et la lointaine sonde Voyager 2 située à 44 UA de Jupiter, sur le point de quitter le Système solaire après sa rencontre avec Neptune en 1989, est programmée pour enregistrer les émissions radio dans la gamme de 1 à 390 kHz.

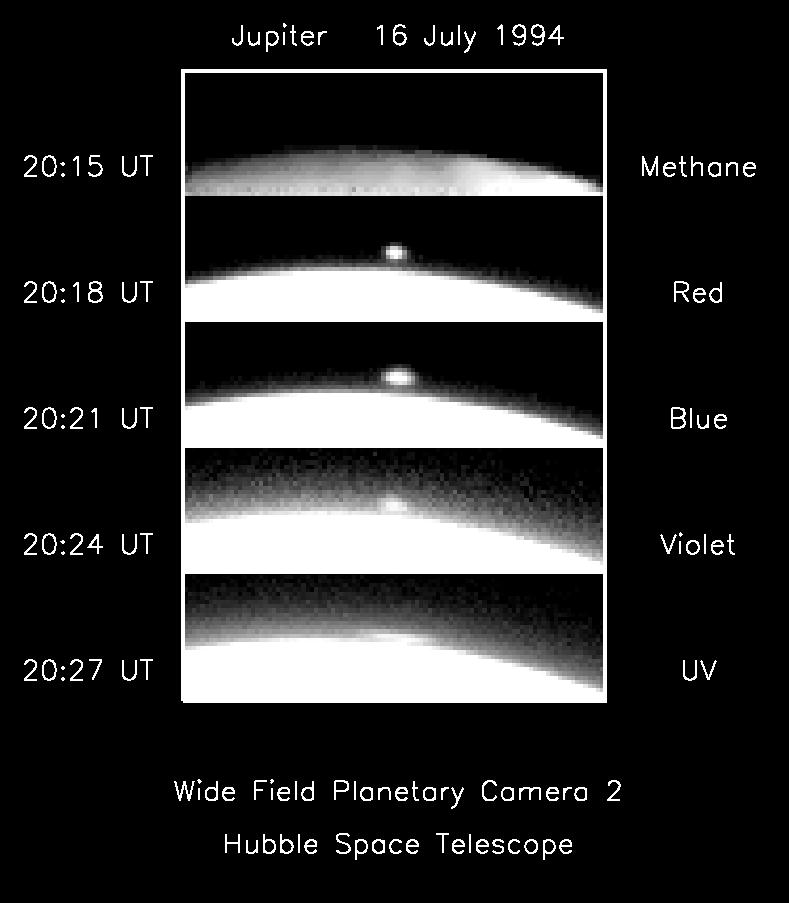
Images prises par Hubble après le premier impact, le jet de matière s'élève au-delà du disque de Jupiter.

Le premier impact se produit le 16 juillet 1994 à 20 h 13 UTC, lorsque le fragment A vient frapper l'hémisphère sud de Jupiter à une vitesse d'environ 60 km/s. Les instruments à bord de la sonde Galileo détectent alors une boule de feu qui atteint un pic de température d'environ 24 000 K (alors que la température moyenne au sommet des nuages de Jupiter est proche de 130 K) puis s'étend et après 40 s la température chute rapidement à près de 1 500 K. Le jet de la boule de feu atteint rapidement une hauteur de plus de 3 000 km. Quelques minutes après avoir détecté la boule de feu, Galileo détecte à nouveau une élévation de chaleur, probablement liée à de la matière éjectée à la suite des retombées sur la planète. Les observateurs terrestres peuvent détecter la boule de feu qui s'élève au-delà du disque de la planète peu de temps après l'impact initial.
Les astronomes s'attendaient à voir des boules de feu à la suite des impacts mais ils ne savaient pas si les effets atmosphériques des impacts seraient visibles de la Terre. Les observateurs voient ensuite apparaître une énorme tache noire après le premier impact. La marque sombre est même visible à l'aide de télescopes de petite dimension et elle s'étend sur près de 6 000 km (environ le rayon de la Terre). Cette tache et les points sombres suivants sont interprétés comme étant les effets des débris de l'impact et sont nettement asymétriques, formant des croissants dans la direction de l'impact.
Au cours des six jours suivants, 21 impacts distincts sont enregistrés dont le plus important survient le 18 juillet à 7 h 33 UTC lorsque le fragment G frappe Jupiter. Cet impact crée une tache sombre géante de plus de 12 000 km de large et l'énergie équivalente libérée est estimée à six tératonnes de TNT (600 fois l'arsenal nucléaire mondial). Les deux impacts du 19 juillet, à 12 heures d'intervalle forment des marques d'impact de dimension similaire à celle provoquée par le « fragment G » et les impacts se poursuivent jusqu'au 22 juillet lorsque le fragment W frappe la planète.

## Observations et découvertes

### Études chimiques

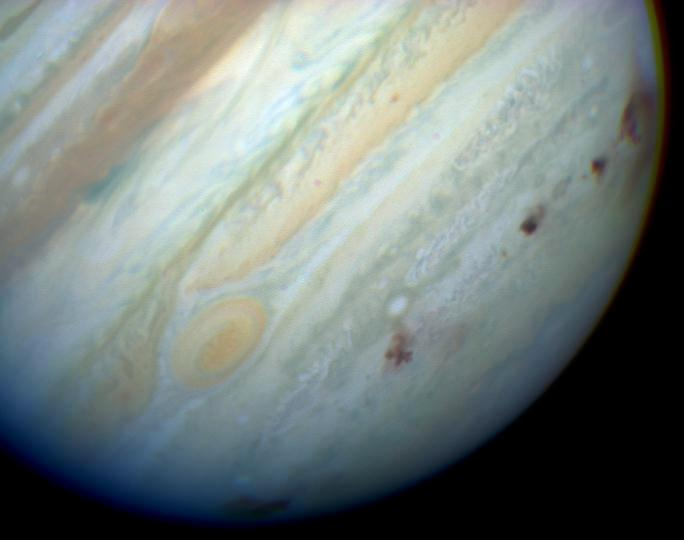
Les taches sombres indiquent les sites d'impact sur l'hémisphère sud de Jupiter.

Les observateurs espéraient que les impacts leur donneraient un premier aperçu de ce qui se cache sous le sommet des nuages de Jupiter, mais les fragments de comète ont projeté une faible quantité de matière dans la haute atmosphère. Les études spectroscopiques ont révélé des raies d'absorption dans le spectre jovien liées au disoufre (S2) et au disulfure de carbone (CS2), leur première détection sur Jupiter et seulement la deuxième détection de S2 sur un objet céleste. D'autres molécules sont détectées comme l'ammoniac (NH3) et l'hydrogène sulfuré (H2S). La quantité de soufre obtenue est beaucoup plus élevée que celle qui est attendue dans un petit noyau cométaire, ce qui montre que de la matière provenant de Jupiter est présente. Les molécules comportant de l'oxygène, comme le dioxyde de soufre, ne sont cependant pas détectées, à la surprise des astronomes.
En plus de ces molécules, l'émission d'atomes lourds comme le fer, le magnésium et le silicium est détectée, en concentrations compatibles avec ce qui peut se trouver dans un noyau cométaire. Une quantité importante d'eau est détectée par spectroscopie mais moins que prévu, ce qui signifie que, soit la couche d'eau devait se situer sous les nuages et était plus mince que prévu, soit que les fragments cométaires n'ont pas pénétré assez profondément. La faible quantité d'eau est confirmée plus tard par la sonde atmosphérique Galileo qui a directement exploré l'atmosphère de Jupiter.

### Ondes sismiques
Les collisions génèrent d'énormes ondes sismiques qui se propagent sur la planète à une vitesse de 450 m/s et sont observées durant plus de deux heures après l'impact le plus fort. Les ondes doivent se propager à l'intérieur d'une couche atmosphérique stable agissant comme un guide d'ondes et certains scientifiques pensent que cette couche stable doit être située dans l'hypothétique nuage d'eau de la troposphère. Cependant, d'autres preuves semblent indiquer que les fragments de la comète n'ont pas atteint la couche d'eau et les ondes se propageaient plutôt dans la stratosphère.

### Autres observations

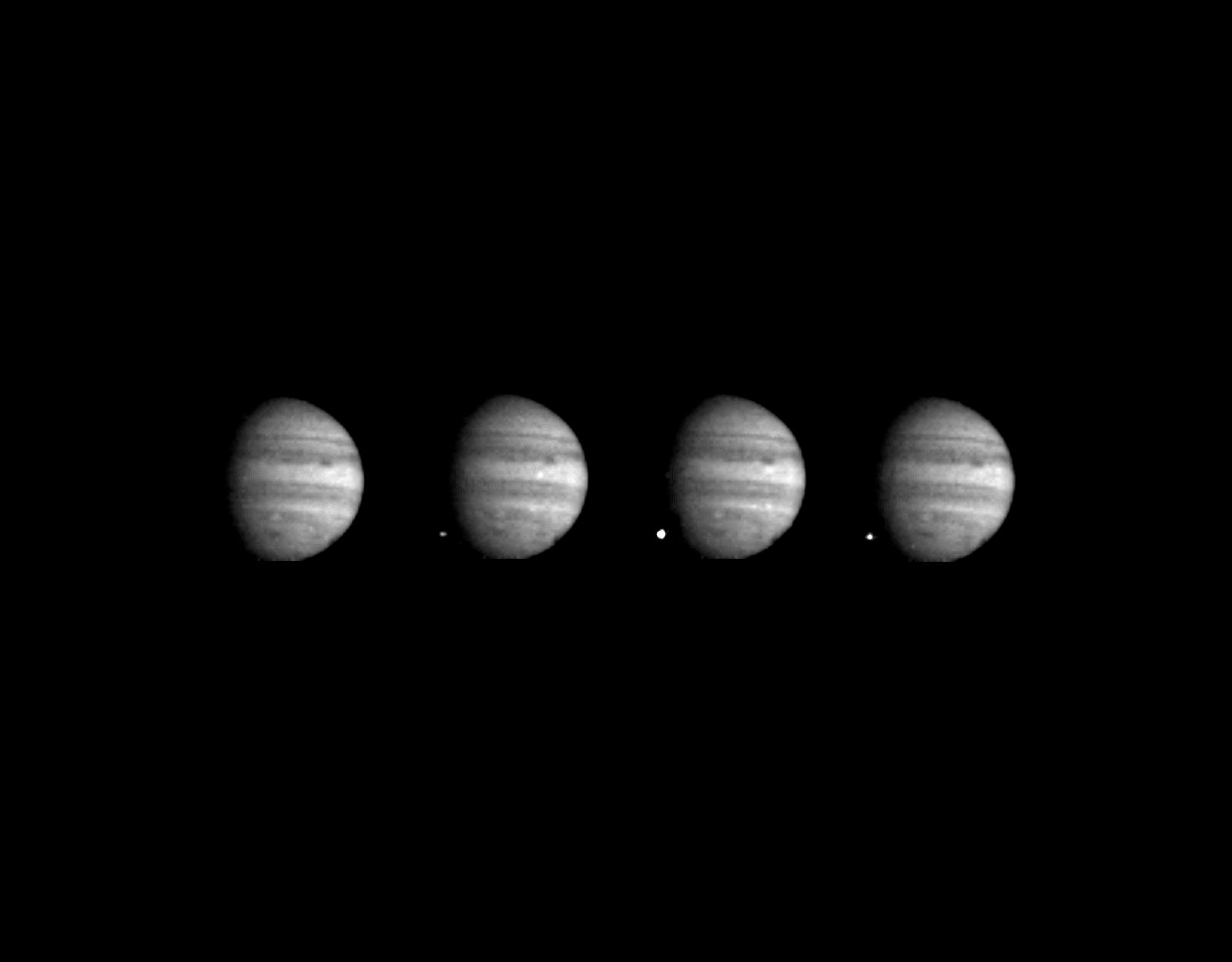
Séquence d'images prise par la sonde Galileo à sept secondes d'intervalle de la boule de feu déclenchée par l'impact du « fragment G » sur la face cachée de Jupiter.

Les observations radio révèlent une forte augmentation de l'émission continue à une longueur d'onde de 21 cm après les principaux impacts, qui atteint un maximum à 120 % de l'émission normale en provenance de la planète. Ceci est probablement dû au rayonnement synchrotron provoqué par l'injection d'électrons relativistes — des électrons avec des vitesses proches de la vitesse de la lumière — dans la magnétosphère de Jupiter à la suite des impacts.
Environ une heure après la collision du « fragment K » sur Jupiter, les observateurs enregistrent des émissions aurorales à proximité de la zone d'impact ainsi qu'à l'antipode du site d'impact compte tenu du fort champ magnétique de Jupiter. L'origine de ces émissions est difficile à établir en raison du manque de connaissances sur le champ magnétique interne de Jupiter et de la géométrie des sites d'impact. Une explication suggère que les ondes de choc s'accélérant vers le haut par rapport à la zone d'impact ont suffisamment accéléré des particules chargées pour engendrer des émissions aurorales, un phénomène qui est plus souvent associé au rapide déplacement des particules du vent solaire qui frappent l'atmosphère d'une planète à proximité d'un pôle magnétique.
Des astronomes avaient suggéré que les impacts pourraient avoir un effet significatif sur le tore d'Io, un tore de particules de forte énergie qui relie Jupiter avec sa lune Io qui est très volcanique. Des études spectroscopiques à haute résolution montrent en effet que les variations de la densité des ions, de la vitesse de rotation ainsi que des températures au moment de l'impact et après la collision se situent en fait dans les limites normales.

## Analyses après l'impact

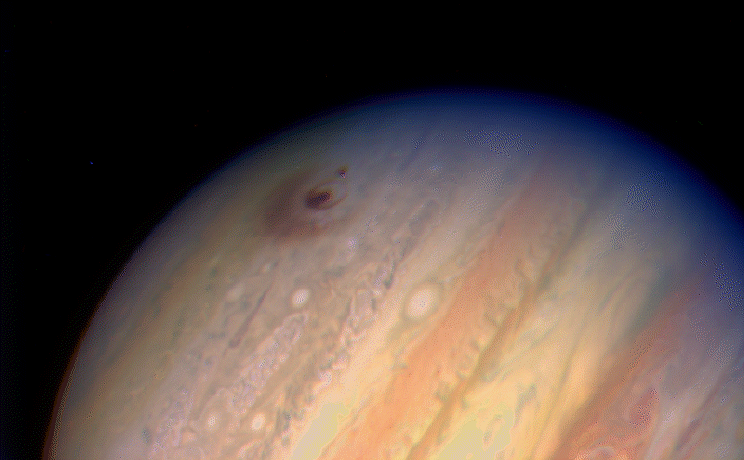
Un éjecta rougeâtre et asymétrique conséquence de l'impact du « fragment G ».

L'une des surprises à la suite des impacts est la faible quantité d'eau obtenue par rapport aux précédentes prévisions. Avant l'impact, les modèles sur l'atmosphère de Jupiter indiquaient que l'éclatement des plus gros fragments se produirait à des pressions atmosphériques comprises entre 30 kilopascals et quelques dizaines de mégapascals (de 0,3 à quelques centaines de bars), dont certains prédisant que la comète pénétrerait une couche d'eau et créerait un voile bleuâtre sur cette région de Jupiter.
Les astronomes n'observent pas de grandes quantités d'eau après les collisions et les études d'impact menées plus tard révèlent que la fragmentation et la destruction des fragments cométaires dans une « explosion aérienne » se sont probablement effectuées à des altitudes beaucoup plus hautes que prévu, les plus gros fragments se détruisant lorsque la pression atteint 250 kPa, bien au-dessus de la profondeur attendue de la couche d'eau. Les plus petits fragments se sont probablement détruits avant même qu'ils aient atteint la couche nuageuse.

## Effets à long terme
Les impacts laissent sur Jupiter des cicatrices visibles durant plusieurs mois. Certaines sont très importantes et les observateurs les décrivent comme plus visibles que la grande tache rouge. Sur l'ensemble des observations effectuées jusque-là sur la planète, ces taches sont probablement l'une des particularités passagères les plus importantes jamais observées et bien que la grande tache Rouge ait une couleur remarquable, aucune tache de la taille et d'une couleur aussi sombre que celles causées par les impacts de Shoemaker-Levy 9 n'avait été enregistrée auparavant.
Les observations spectroscopiques révèlent aussi que l'ammoniac et le sulfure de carbone ont persisté dans l'atmosphère pendant au moins quatorze mois après les collisions avec une quantité considérable d'ammoniac présent dans la stratosphère plutôt qu'à son emplacement habituel dans la troposphère.
Contre toute attente, la température de l'atmosphère chute jusqu'à atteindre son niveau habituel et de façon beaucoup plus rapide sur les plus grands sites d'impact que sur les plus petits : sur les régions les plus importantes, la hausse des températures a lieu sur une région de 15 000 à 20 000 km de largeur puis retombe à un niveau normal dans la semaine qui suit l'impact. Sur les zones les plus petites, des températures de 10 K plus élevées que l'environnement persistent pendant près de deux semaines. Les températures stratosphériques globales ont augmenté immédiatement après l'impact puis ont chuté deux à trois semaines plus tard au-dessous des températures avant la collision, avant de remonter lentement jusqu'aux températures normales.

## Fréquence des impacts

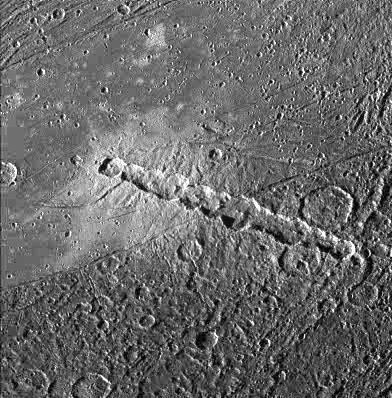
Chaîne de cratères sur Ganymède probablement créée par une collision similaire (dimension : 190 km).

La comète Shoemaker-Levy 9 n'est pas la seule à avoir orbité autour de Jupiter durant quelque temps ; cinq autres comètes dont 82P/Gehrels, 147P/Kushida-Muramatsu et 111P/Helin-Roman-Crockett sont connues pour avoir été temporairement capturées par la planète,. Les orbites cométaires autour de Jupiter sont instables puisqu'elles sont très elliptiques et susceptibles d'être fortement perturbées par la gravité du Soleil à l'apogée (le point le plus éloigné sur l'orbite à partir de la planète).
Jupiter est de loin la planète la plus massive du Système solaire et peut capturer des objets assez souvent mais de la taille de Shoemaker-Levy 9 cela reste rare : une étude post-impact estime que les comètes de 0,3 km de diamètre impactent la planète une fois tous les 500 ans environ et celles de 1,6 km de diamètre seulement une fois tous les 6 000 ans.
Il existe des preuves qui montrent que des comètes se sont précédemment fragmentées et entrées en collision avec Jupiter et ses satellites. Au cours des missions Voyager vers la planète, les spécialistes des planètes ont identifié 13 chaînes de cratères sur Callisto et trois sur Ganymède dont l'origine est un mystère. Les chaînes de cratères observées sur la Lune s'étendent souvent sur de larges cratères dont la formation serait liée aux impacts secondaires du premier éjecta mais sur les lunes de Jupiter, les chaînes ne conduisent pas à un grand cratère originel. L'impact de Shoemaker-Levy 9 suggère fortement que les chaînes proviennent de série de fragments cométaires désorganisés venu s'écraser sur les satellites.

### Impact du 19 juillet 2009

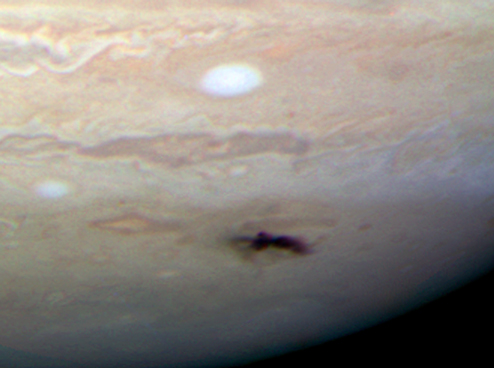
Image prise par le télescope spatial Hubble le 23 juillet 2009, montrant une tache sombre d'environ 8000 kilomètres de long.

Le 19 juillet 2009, une nouvelle tache sombre de la taille de l'océan Pacifique est apparue dans l'hémisphère sud de Jupiter. Des mesures thermiques dans l'infrarouge montrent que le site d'impact est chaud et l'analyse spectroscopique révèle la production d'un excès d'ammoniac chaud et de poussières riches en silice dans les régions supérieures de l'atmosphère de Jupiter. Les scientifiques concluent qu'une autre collision a eu lieu mais cette fois-ci, avec un objet plus compact et plus dur, probablement un petit astéroïde non observé.

## Jupiter: un «aspirateur cosmique»?
La collision de la comète Shoemaker-Levy 9 présente le comportement de Jupiter comme une sorte d'« aspirateur cosmique » au sein du  Système solaire. La forte influence gravitationnelle de la planète entraîne de nombreuses petites comètes et astéroïdes qui viennent s'écraser sur la planète et le taux d'impacts cométaires sur Jupiter est estimé être entre deux mille et huit mille fois plus élevé que celui de la Terre,. Si Jupiter n'existait pas, la probabilité d'impacts avec des astéroïdes sur les autres planètes du Système solaire serait plus importante.
Il est généralement admis que l'extinction des dinosaures à la fin de la période du Crétacé a été causée par un impact cosmique à l'origine du cratère de Chicxulub, montrant que les impacts sont une importante menace pour la vie sur Terre. Des astronomes ont émis l'hypothèse que sans la planète Jupiter pour intercepter des impacteurs potentiels, les événements à l'origine d'extinction pourraient être plus fréquents sur la Terre et une forme de vie complexe n'aurait pas été en mesure de se développer. Ceci fait partie de l'argument utilisé dans l'hypothèse de la Terre rare.
Des études montrent également que la présence d'une planète plus petite à la place de Jupiter dans le Système solaire pourrait augmenter le taux d'impact de comètes sur la Terre de façon significative. Une planète de la masse de Jupiter semble encore fournir une meilleure protection contre les astéroïdes mais l'ensemble des effets générés par les corps qui orbitent dans le Système solaire n'est pas connu,.

## Fragments
Le tableau ci-dessous présente les 23 fragments recensés de Shoemaker-Levy 9 ainsi que leur date de collision avec Jupiter.
| Fragment | Date de collision |
| -------- | ----------------- |
| A        | 16/07/1994        |
| B        | 17/07/1994        |
| C        | 17/07/1994        |
| D        | 17/07/1994        |
| E        | 17/07/1994        |
| F        | 18/07/1994        |
| G        | 18/07/1994        |
| H        | 18/07/1994        |
| J        | 19/07/1994        |
| K        | 19/07/1994        |
| L        | 19/07/1994        |
| M        | 20/07/1994        |
| N        | 20/07/1994        |
| P1       | 20/07/1994        |
| P2       | 20/07/1994        |
| Q1       | 20/07/1994        |
| Q2       | 20/07/1994        |
| R        | 21/07/1994        |
| S        | 21/07/1994        |
| T        | 21/07/1994        |
| U        | 21/07/1994        |
| V        | 22/07/1994        |
| W        | 22/07/1994        |